# Turnera longiflora
Turnera longiflora är en passionsblomsväxtart som beskrevs av Jacques Cambessèdes. Turnera longiflora ingår i släktet Turnera och familjen passionsblomsväxter. Inga underarter finns listade i Catalogue of Life.

## Bildgalleri

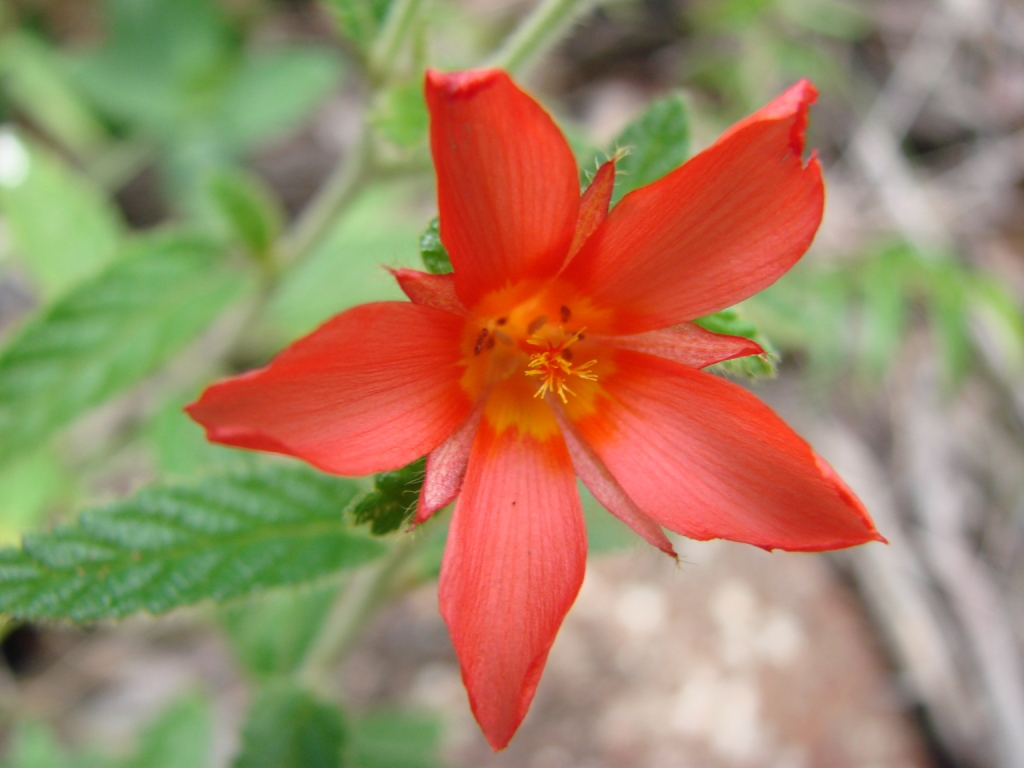
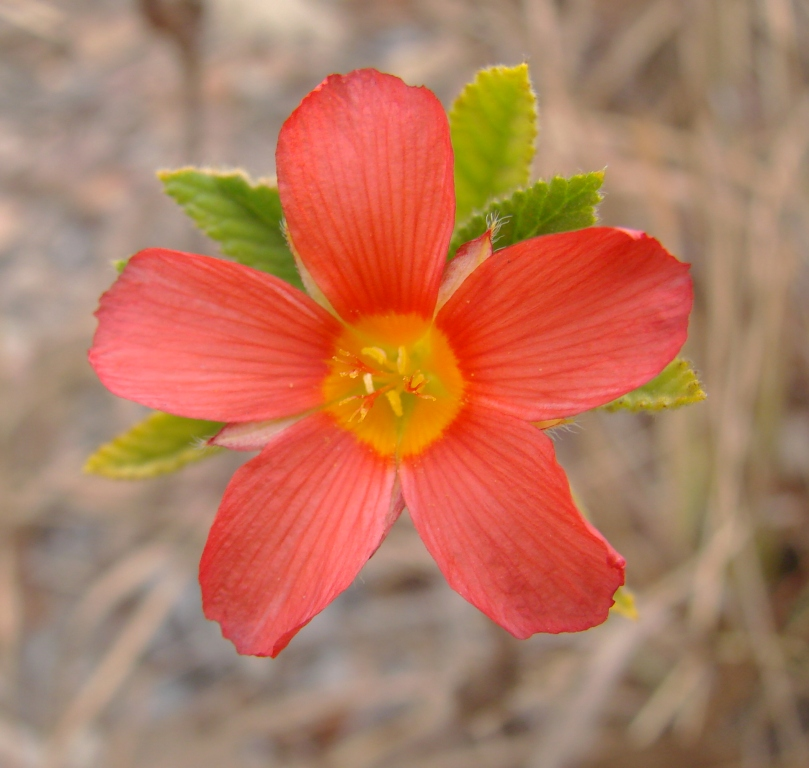